# Jálics Kinga
Jálics Kinga, született Jeney Kinga (Budapest, 1943. április 16. – 2019. július 4.) magyar kulturális újságíró, szerkesztő.

## Családja és származása

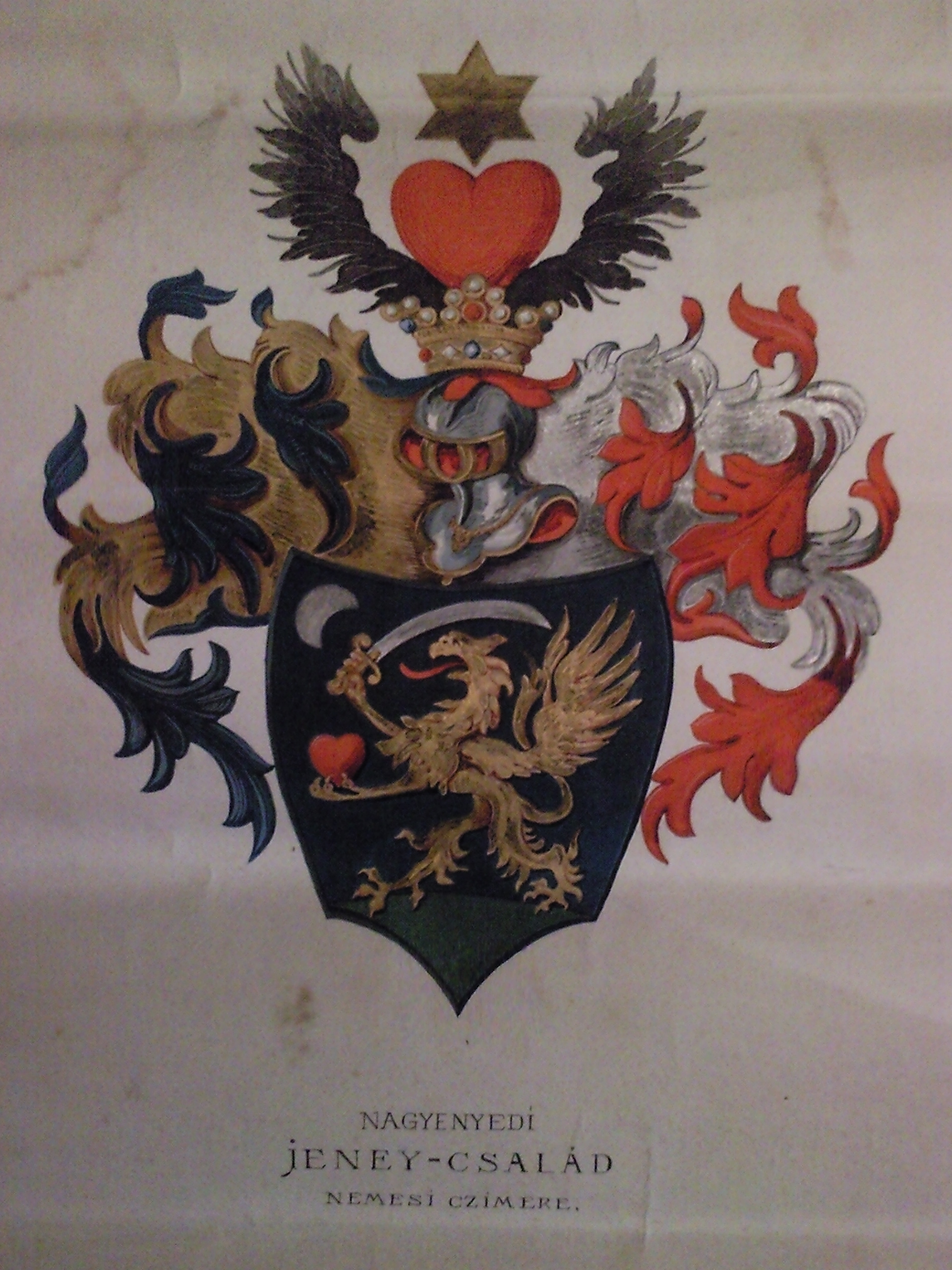
A nagyenyedi Jeney Család címere

A régi erdélyi nemesi származású nagyenyedi Jeney családnak a sarja. Apja nagyenyedi Jeney István (1906–1950), lóversenytréner, huszárszázados, anyja hajniki Bezegh-Huszágh Éva tanár volt. Az apai nagyszülei nagyenyedi dr. Jeney Árpád (1871–1944), uradalmi jogtanácsos, és nagybossányi és kisprónai Bossányi Ilona (1882–1950) voltak. Az anyai nagyszülei hajniki dr. Bezegh-Huszágh Miklós (1881–1957), jogász, Budapest rendőrfőkapitánya, és nemes Csipkay Mária (1884–1954) voltak.

## Életútja
1961-ben érettségizett. 1971-ben az Eötvös Loránd Tudományegyetem Bölcsészettudományi Karán angol szakos tanári diplomát szerzett. 1964 szeptembere és 1974 februárja között a Tükör folyóirat sajtódokumentátora volt. 1974 februárja és 1975 januárja között a Múzsák szerkesztőjeként tevékenykedett. 1975. január 16-tól a Film Színház Muzsika munkatársa volt. Kezdetben lapszemléző, majd újságíró, 1988 áprilisától rovatvezető-helyettes volt. 1996 első félévében az újjáéledő, hat számot megélt folyóirat főszerkesztője volt. Az 1990-es években a Képes Európa, az RTV Részletes, a Táncművészet és a Keresztény Élet munkatársa is volt. A Magyar Katolikus Rádiónak 2004-es indulásától munkatársa volt, egészen haláláig. Legismertebb műsorai a Meghívó című kulturális ajánló és A magyar művészet élő legendái voltak.
Férje Jálics Gyula grafikus, lánya Jálics Petra divattervező-stylist.

## Művei
- Művész-világ - Válogatás Jálics Kinga riportjaiból - Huszonegy beszélgetés huszonhárom szereplővel a Magyar Katolikus Rádióban + CD (Megőrzött hangok sorozat), Jel Könyvkiadó, Bp., 2008
- Férfitánc Portré Zsuráfszky Zoltánról; interjú Jálics Kinga; Honvéd Együttes Művészeti Nonprofit Kft., Bp., 2016 (A magyar táncművészet nagyjai)

## Díjai
- Szervatiusz Jenő-díj (2012, megosztva)